# Waldhof (Breitenbrunn)
Waldhof ist ein Gemeindeteil des Marktes Breitenbrunn im Landkreis Neumarkt in der Oberpfalz in Bayern.

## Geographie
Die Einöde liegt im Oberpfälzer Jura auf circa 490 m ü. NHN auf dem Plateau zwischen der Wissinger Laber und der Unterbürger Laber, und zwar etwa 1 km westlich der Wissinger Laber und am oberen Ende eines von dort aus westlich gerichteten Taleinschnittes.
Waldhof ist vom Breitenbrunner Gemeindeteil Dürn aus über eine Gemeindeverbindungsstraße zu erreichen, die zum Breitenbrunner Gemeindeteil Hohenbügl weiterführt.

## Geschichte
Circa 500 m nördlich von Waldhof befindet sich im Wald ein Gräberfeld von über 100 Hügelgräbern aus keltischer Zeit, die 1990 teilweise ergraben wurden.
Der Gemeindeteil hieß noch 1973 Blödgarten (ursprünglich Blettgarten, Plätgarten im Sinne von Platte als leere, glatte Fläche).
Im Alten Reich gehörte die Einöde, bestehend aus einem Leerhaus, d. h. Anwesen ohne eigenen Grund, zur Reichsgrafschaft Breitenegg.
Im Königreich Bayern (ab 1806) wurde die Gemeinde Dürn im Landgericht Neumarkt in der Oberpfalz (ab 1921 im Land-/Amtsgericht Hemau) gebildet, zu der neben dem Hauptort Dürn die Einöden Blödgarten, Franklmühle und Hohenbügl zählten.
Zuletzt zum Bezirksamt Parsberg (ab 1939 Landkreis Parsberg) gehörend, wurde die Gemeinde Dürn im Zuge der Gebietsreform in Bayern zum 1. Januar 1972 aufgelöst und ihre Gemeindeteile in den Markt Breitenbrunn im Landkreis Neumarkt eingegliedert.
In der Einöde lebten
- 1836 8 Einwohner (1 Haus; Ortsname „Blettgarten“),[6]
- 1861 9 Einwohner (1 Gebäude; Ortsname nunmehr „Blödgarten“),[7]
- 1871 5 Einwohner (2 Gebäude; an Großviehbestand 3 Stück Rindvieh),[8]
- 1900 3 Einwohner (1 Wohngebäude),[9]
- 1925 6 Einwohner (1 Wohngebäude),[10]
- 1937 6 Einwohner,[11]
- 1950 3 Einwohner (1 Wohngebäude),[12]
- 1987 2 Einwohner (1 Wohngebäude; Ortsname nunmehr „Waldhof“).[13]

## Kirchliche Verhältnisse
Blödgarten gehörte kirchlich seit altersher zur katholischen Pfarrei Breitenbrunn im Bistum Eichstätt.